# Rutger Smith
Rutger Smith (Groninga, 9 luglio 1981) è un ex discobolo, ex pesista e allenatore di atletica leggera olandese.
Nativo di Groninga, risiede a Leek ed è stato allenato da Gert Damkat e Tony Ciarelli. Ha un primato personale di 21,62 m nel getto del peso e di 67,77 m nel disco, risultati che lo piazzano rispettivamente al 68º e 86º posto nella graduatoria mondiale di tutti i tempi.
È stato argento ai Mondiali di Helsinki 2005 e due volte bronzo a quelli di Osaka 2007.

## Biografia

### Gli inizi (1999-2001)
Cresciuto in una famiglia di sportivi si avvicinò molto precocemente all'atletica.
Iniziò l'attività sportiva già dall'età di sei anni e fino ai quindici gareggiò in diverse discipline, partecipando anche a gare di decathlon.
Raggiunti i quindici anni si iscrisse alla società Argo'77 Groningen, che il 1º gennaio 2003 cambiò il suo nome in Groningen Altetiek.
Proprio in questo periodo conobbe i tecnici Gert Damkat, ex lanciatore di giavellotto, e Joop Tervoort.
Fu proprio Damkat che, notando la struttura di Smith molto adatta alle discipline di lanci (197 cm di altezza per 214 cm di apertura di braccia), consigliò al giovane atleta di specializzarsi nel getto del peso e nel lancio del disco.
Fino ai 16 anni soffrì della sindrome di Osgood-Schlatter, generalmente benigna, localizzata in prossimità dell'articolazione del ginocchio che gli causò seri problemi durante e dopo le attività fisiche.
Guarito, sotto la guida dei suoi due allenatori, iniziò subito un lavoro di potenziamento e aumento della massa muscolare, che lo portò nel giro di due anni ad aumentare il suo peso corporeo da 72 a 110 kg.
Fu ai campionati europei juniores del 1999, che Smith ottenne il suo primo grande risultato a livello internazionale, con la conquista del titolo europeo di categoria sia nel peso che nel disco.
In questo campionato, svoltosi a Riga (Lettonia), lanciò il peso alla misura di 18,27 m e il disco alla misura di 52,89 m.
L'anno successivo, dopo aver siglato il nuovo record nazionale di getto del peso sia a livello indoor (19,43) che outdoor (20,85), ai campionati mondiali juniores di Santiago del Cile, si laureò campione mondiale nel peso con la misura di 19,48 m, nuovo record della manifestazione.
Sempre nella stessa competizione, nella gara di lancio del disco, raggiunse il terzo posto lanciando l'attrezzo da 1,750 kg a 58,70 m.
Proprio in questi anni, non raggiunta ancora la categoria assoluta, riuscì a vincere i campionati nazionali.
Nel 2000 si aggiudicò il titolo nazionale nel peso sia all'aperto che al coperto, mentre nel 2001 dovette accontentarsi del solo titolo indoor.
Dal 2002 in poi non ebbe più rivali a livello nazionale e vinse ininterrottamente fino al 2008 i titoli di lancio del disco e getto del peso indoor e outdoor.
Nell'agosto 2001 prese parte alle Universiadi di Pechino. Nella gara di getto del peso, dopo essersi classificato per la finale con un lancio a 18,21 metri (primato stagionale), in finale concluse dodicesimo con 18,12 metri.
Nella competizione di lancio del disco raggiunse invece l'undicesima posizione con 55,70 metri dopo essersi qualificato per la finale con la misura di 58,15 metri.

### Dagli europei indoor di Vienna ai mondiali di Parigi (2002-2003)

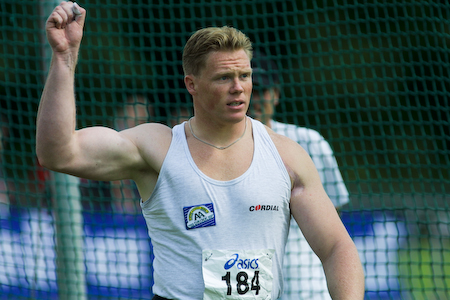
Rutger Smith al Golden Spike del 2002.

Nel 2002 partecipò ai campionati europei indoor di Vienna, nei quali si classificò 9º lanciando a 19,60 m e mancando la qualificazione alla serie finale per soli sette centimetri.
Dopo pochi giorni prese parte alla Coppa Europa invernale di lanci dove colse un secondo e un terzo posto rispettivamente nel peso e nel disco.
Nel corso della stagione debuttò in Coppa Europa a Siviglia, dove conquistò la vittoria nella gara di lancio del disco con un lancio a 64,69 metri, suo nuovo primato personale.
Ad agosto, questa volta ai campionati europei di Monaco di Baviera, all'età di 21 anni, si qualificò per la finale con la 6ª misura a 20,17 metri; in serata però, a causa di un infortunio alla mano avvenuto al quarto turno di lanci, non fu in grado di lanciare oltre la misura di 19,73 m, rimanendo quindi in 8ª posizione.
A causa dello stesso problema non poté partecipare alla gara di lancio del disco che lo vedeva tra i possibili finalisti.
Questo incidente non intralciò comunque la preparazione invernale dell'atleta olandese che, nel mese di gennaio, passò due settimane di ritiro a Stellenbosch in Sudafrica, per preparare nel migliore dei modi l'imminente stagione al coperto.
Il 14 marzo 2003, ai campionati mondiali indoor di Birmingham, nel turno di qualificazione effettuò un lancio a 19,59 m che lo portò al 10º posto, mancando quindi la finale.
Dopo il primo titolo vinto in Coppa Europa invernale di lanci nel getto del peso, grazie al suo nuovo primato personale a 20,52 metri, in Coppa Europa, un suo lancio a 20,00 m gli diede la vittoria sempre nella stessa disciplina.
Il 17 luglio, ai campionati europei under 23 di Bydgoszcz (Polonia), divenne campione europeo di lancio del disco con la misura di 59,90 m; nel peso raggiunse invece il 3º posto con 20,18 m alle spalle del bielorusso Pavel Lyžyn e del russo Pavel Sof'in.
Lo stesso anno, ai campionati mondiali di Parigi disputati nell'agosto del 2003, non riuscì a qualificarsi per la finale né nel peso (26º con 19,02 m) né nel disco (15º con 61,55 m).

### Olimpiadi di Atene (2004)

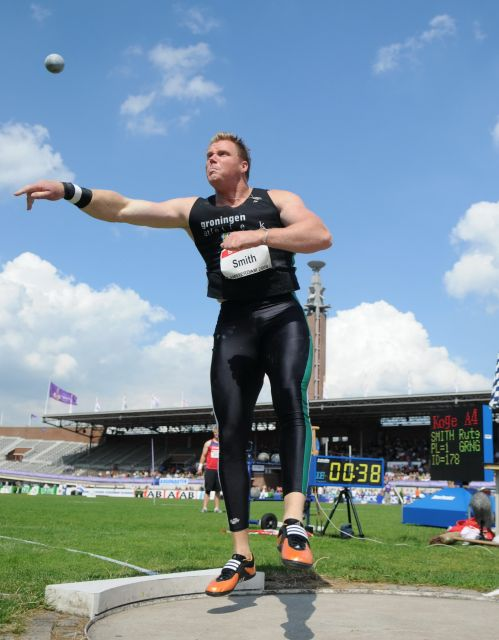
Durante un lancio.

Dopo la delusione dei campionati mondiali di Parigi del 2003, ai Campionati nazionali olandesi indoor del 2004 stabilì il nuovo record nazionale di getto del peso lanciando a 20,75 metri, superando di 15 centimetri il vecchio primato di Erik de Bruin che perdurava ormai dall'8 dicembre del 1985.
Ai campionati mondiali indoor di Budapest non andò però oltre al 14º posto con la misura di 19,67 m.
Dopo il titolo vinto in Coppa Europa invernale di lanci nel getto del peso (20,23 m), conquistati due titoli nazionali outdoor e due secondi posti in Coppa Europa, al Golden Spike di Leida lanciò il suo peso fino alla misura di 20,94 m, solo un centimetro sotto al record nazionale all'aperto detenuto da Erik de Bruin.
Nell'agosto partecipò alle olimpiadi di Atene 2004, ma in questa manifestazione non riuscì ad esprimersi ai precedenti livelli.
Nella mattinata del 18 agosto si disputò, nell'antico stadio di Olimpia, la qualificazione del getto del peso.
Smith non fu in grado di classificarsi per la finale lanciando soltanto a 19,69 metri (più di un metro sotto il personale), misura che lo relegò al 13º posto.
Tre giorni dopo, il 21 agosto, si disputarono le qualificazioni del lancio del disco, ma anche in tale occasione l'atleta olandese non andò oltre al 16º posto con la prestazione di 61,11 m.
In seguito ai deludenti risultati ottenuti ad Atene, iniziò a dubitare delle sue potenzialità e presto decise di ricorrere all'aiuto di uno psicologo per superare il difficile momento.

### Affermazione internazionale (2005)
Fino ad allora Smith fu protagonista a livello internazionale solo nelle categorie giovanili, ma a livello di campionati internazionali assoluti rimase in secondo piano.
L'anno della svolta fu il 2005.
Il 5 marzo, ai campionati europei indoor di Madrid, conquistò la medaglia d'argento alle spalle solo del danese Joachim Olsen, grazie ad un lancio a 20,79 metri che corrispondeva anche al nuovo record nazionale olandese.

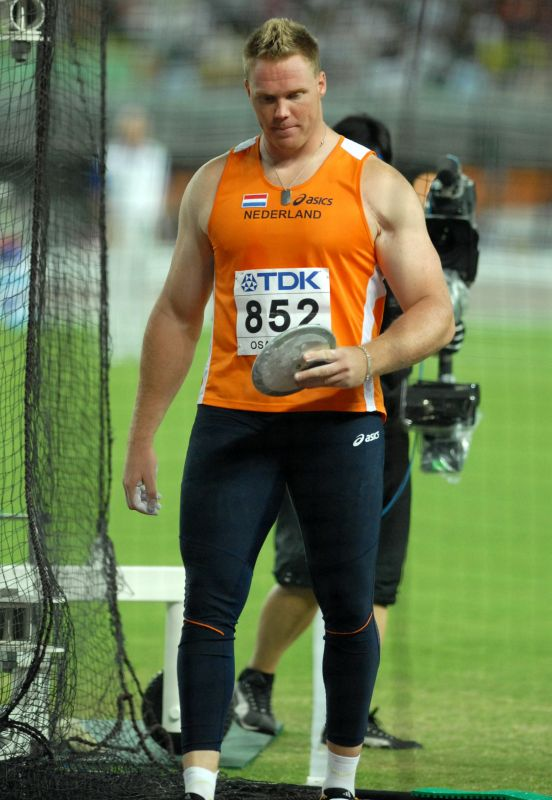
Smith durante la gara di lancio del disco ai mondiali di Osaka.

Solo una settimana dopo, il 13 marzo, in Coppa Europa invernale di lanci vinse il titolo nel getto del peso lanciando a 21,00 m.
Grazie a questa misura scalzò il precedente record all'aperto di Erik de Bruin che perdurava da circa diciannove anni (14 maggio 1986).
Nel corso della stagione all'aperto, al Nelli Cooman Games tenutosi a Stadskanaal, riuscì a migliorarsi ulteriormente raggiungendo la misura di 21,41 m grazie ad una gara di altissimo livello che gli fece anche raggiungere i vertici della classifica mondiale piazzandolo al 4º posto.
In agosto partecipò ai campionati mondiali di Helsinki con grandi aspettative.
Nella manifestazione raggiunse uno dei suoi più importanti risultati in ambito internazionale.
Il 6 agosto in mattinata si disputarono le qualificazioni. Smith lanciando subito a 20,26 metri, raggiunse la settima misura e l'immediata qualificazione per la finale.
In serata si tenne la finale, al primo turno di lanci, Smith gettò il suo peso alla misura di 21,29 m, lancio che lo portò in seconda posizione alle spalle solo dell'americano Adam Nelson.
Per tutta la gara riuscì a lanciare più volte oltre al limite dei 21 metri, questo però non gli bastò per scalzare Nelson dal gradino più alto del podio.
Non poté poi partecipare alla gara di lancio del disco perché le qualificazioni risultarono collocate quasi in contemporanea con la finale del getto del peso, specialità che lo vedeva impegnato come protagonista.
Grazie ai suoi risultati, nel dicembre dello stesso anno venne inserito per la prima volta, agli "European Athlete of the Year", tra i 22 candidati alla vittoria del premio "Best male".
Il premio verrà poi vinto dal discobolo lituano Virgilijus Alekna.

### Europei di Göteborg (2006)
Nella stagione al coperto 2006, Smith non riuscì a trovare i risultati degli anni precedenti fermandosi alla misura di 19,89 metri in occasione della vittoria del suo settimo titolo nazionale indoor.
A causa di questi risultati per lui deludenti decise di non prendere parte ai campionati mondiali indoor di Mosca.
Nel corso della stagione all'aperto, al Golden Spike di Leida, riuscì a lanciare il suo peso fino alla misura di 21,62 m migliorando ulteriormente il suo record nazionale ottenuto l'anno precedente.
Dopo aver vinto altri due titoli nazionali, in Coppa Europa vinse la gara di lancio del disco grazie ad un lancio a 64,38 m e raggiunse il secondo posto nel peso con la misura di 20,60 m.
Ai campionati europei di Göteborg (Svezia), si presentò come grande favorito, benché il suo allenatore Gert Damkat nutriva ancora qualche perplessità. Alla vigilia della gara dichiarò infatti che vi erano ancora dei problemi tecnici da risolvere.
In qualificazione il suo lancio a 20,39 metri (4ª prestazione) lo portò direttamente in finale.
In serata, dopo aver lanciato il suo peso alla misura di 20,90 m, si vide però superare prima da Joachim Olsen (21,09 m) poi da Andrėj Michnevič (21,11 m) e infine, proprio all'ultimo turno, dal tedesco Ralf Bartels che, con quel lancio a 21,13 metri, vinse anche il titolo di campione europeo.
Sempre nella stessa manifestazione, nel lancio del disco, dopo aver lanciato in qualificazione a 63,53 m, in finale raggiunse il 7º posto con la misura di 64,46 metri mettendo alle spalle, tra i tanti, anche il cinque volte campione del mondo Lars Riedel.
Poco dopo, in una tappa della Goldel League, al Meeting ISTAF di Berlino, si classificò secondo con 20,63 m dietro al solo Reese Hoffa.
Sul finire della stagione l'atleta olandese fu chiamato a partecipare alla IAAF World Athletics Final di Stoccarda, evento che vedeva partecipare i migliori 8 atleti al mondo per ogni specialità.
A questa manifestazione si classificò terzo nel getto del peso con la misura di 20,73 m.

### Mondiali di Osaka (2007)

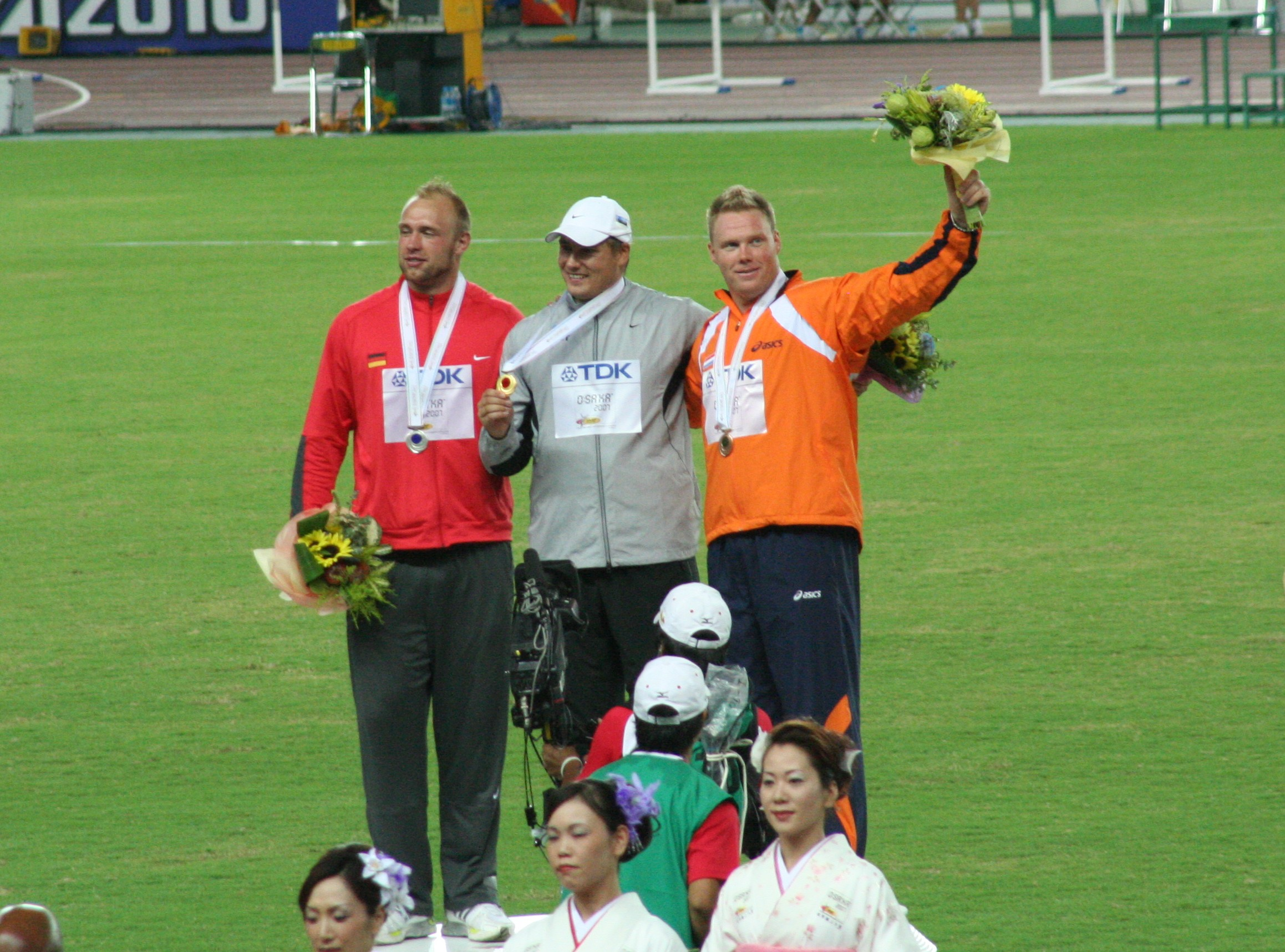
Il podio di lancio del disco ai mondiali di Ōsaka (Robert Harting, Gerd Kanter, Rutger Smith).

A marzo, ai campionati europei indoor di Birmingham 2007, nel turno di qualificazione, si fermò al 9º posto con la misura di 19,19 m lontano quaranta centimetri dall'ottava posizione occupata dal finlandese Conny Karlsson.
Nel mese di luglio, dopo i due successi ottenuti in Coppa Europa, prese parte a due grandi meeting come quelli di Madrid e di Londra.
A Madrid trionfò nella gara di getto del peso con la misura di 21,12 metri, davanti ai lanciatori americani e al danese Joachim Olsen, mentre nella gara di lancio del disco raggiunse il 3º posto in classifica con la misura di 63,28 m.
A Londra invece, migliorò ulteriormente il suo primato stagionale fino alla misura di 21,19 m, ma si dovette accontentare del 3º posto alle spalle di Cantwell e soprattutto di Hoffa che in quella giornata fece il suo nuovo primato personale a 22,43 m.
Dopo questi convincenti risultati si preparò a partecipare ai campionati mondiali di Ōsaka.
Nella mattinata della prima giornata di gare si tennero le qualificazioni per la finale di getto del peso che fu poi disputata in serata.
Superò il turno eliminatorio vincendo la sessione e scagliando il peso da 7,260 kg a 21,04 m al primo turno di lanci.
In finale, nonostante Smith avesse disputato una gara di alto profilo, lanciando a 21,13 metri, non andò oltre al 4º posto alle spalle dei due statunitensi Reese Hoffa e Adam Nelson e del bielorusso Andrėj Michnevič.
Intervistato al termine della gara disse: 
(Rutger Smith)
A questo punto, dopo aver perso la medaglia di bronzo nel getto del peso per soli 14 cm, si accinse a partecipare alla gara di lancio del disco.
In qualificazione, anche se in mattinata, lanciò subito a 66,60 m, suo nuovo primato personale.
In finale diede dimostrazione del suo stato di forma lanciando a 66,42 m con una serie di lanci tutta superiore ai 65 metri, raggiungendo la medaglia di bronzo a pochi centimetri dal secondo posto occupato da Robert Harting.
Grazie a questa vittoria divenne il primo atleta nella storia a vincere medaglie sia nel peso che nel disco ad un campionato mondiale.
Il 15 settembre prese parte al meeting di Helsingborg dove, nella gara di lancio del disco, riuscì a migliorare il suo primato personale fino alla misura di 67,63 metri.
Sul finire della stagione Smith partecipò ancora alla IAAF World Athletics Final arrivando però solo 6º nel getto del peso con 20,01 metri.

### Olimpiadi di Pechino (2008)

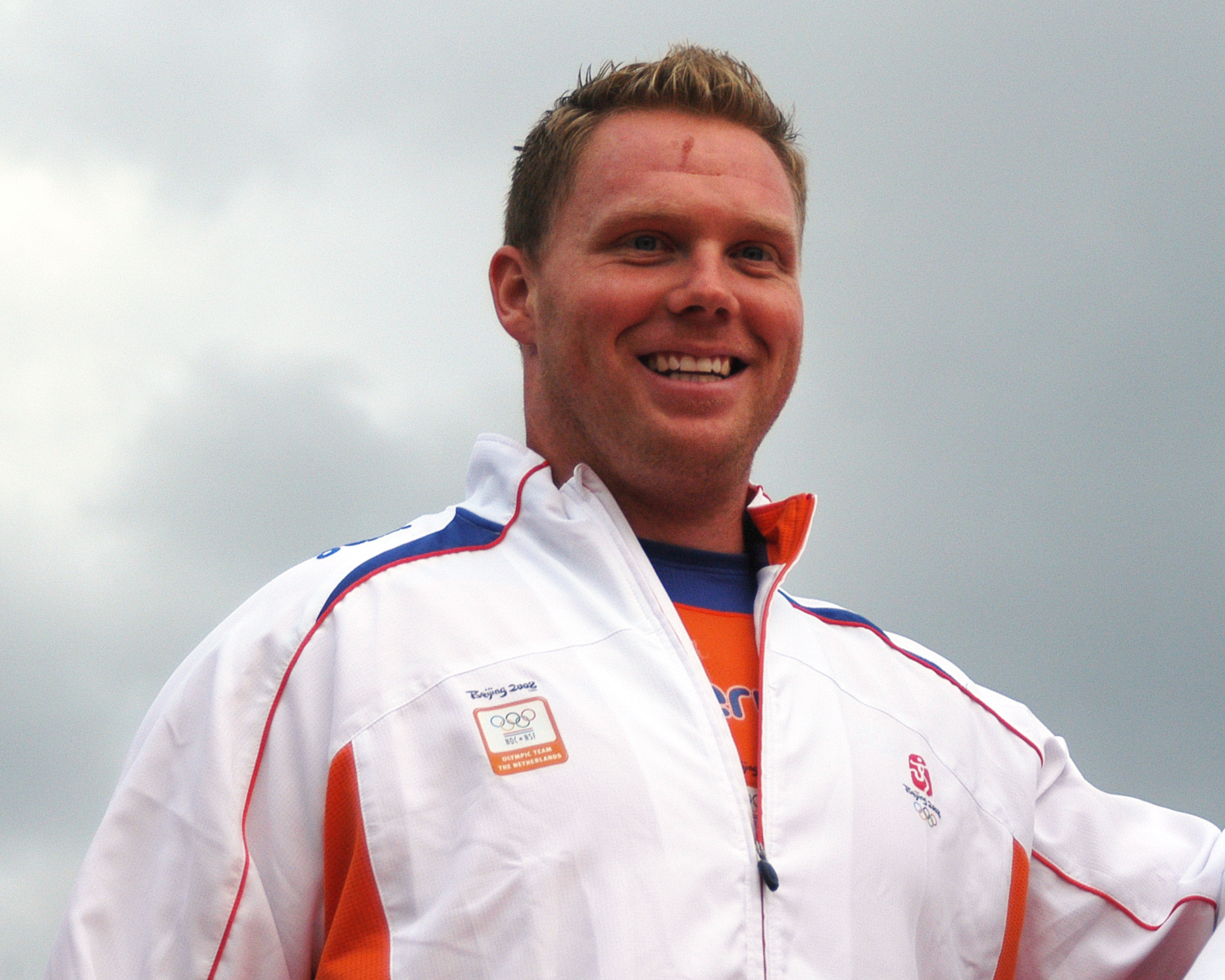
Al ritorno dalle Olimpiadi di Pechino 2008.

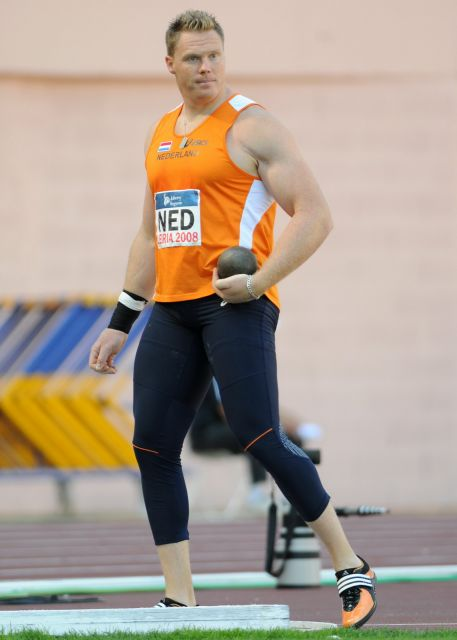
In Coppa Europa nel 2008 a Leiria.

Dopo aver stabilito il nuovo record nazionale di getto del peso indoor a 20,89 metri, ai campionati mondiali indoor di Valencia raggiunse il 5º posto con la misura di 20,78 m.
Dopo essere andato inizialmente in testa con un lancio a 20,75 m, turno dopo turno si vide scavalcare dai suoi avversari scivolando così fuori dal podio a soli 15 centimetri dalla medaglia di bronzo vinta dal polacco Tomasz Majewski.
Il titolo mondiale andrà allo statunitense Christian Cantwell con la misura di 21,77 m.
Dopo nemmeno due settimane, in Coppa Europa invernale di lanci, a Spalato, vinse il titolo nel getto del peso con la misura di 20,77 metri.
Nel disco si dovette invece accontentare solo del 3º posto con un lancio a 63,80 m.
Dopo aver vinto i titoli nazionali all'aperto in peso (20,80 m) e disco (63,69 m), in Coppa Europa vinse ancora entrambe le gare con le misure di 20,50 m nel peso e 66,33 m nel disco che divenne anche la miglior prestazione di sempre sul suolo portoghese.
Poco dopo, al Super Grand Prix di Londra, che l'anno prima l'aveva visto 3º, non riuscirà ad andare oltre al 5º posto lanciando a 20,37 metri.
A questo punto si preparò per i giochi olimpici di Pechino 2008.
Nella gara di getto del peso nelle qualificazioni della mattina viene ripescato con la decima misura (20,13 m).
In serata, al primo turno lanciò a 20,41 m che però per solo 1 cm non gli basterà per entrare nella finale a 8; il russo Pavel Sof'in lanciò infatti a 20,42 metri.
L'ottava posizione gli avrebbe permesso di effettuare altri 3 tentativi per conquistare il titolo andato poi al polacco Tomasz Majewski con la misura di 21,51 m.
Dopo il 9º posto nel peso Smith superò agevolmente le qualificazioni del disco con 65,65 m.
Giunto alla finale lacerà il suo disco a 65,39 metri, misura che lo porterà al 7º posto in classifica.
Il titolo olimpico andrà all'estone Gerd Kanter con 68,82 m.

### I problemi fisici (2009-2010)
Nelle stagioni 2009 e 2010 Smith non poté gareggiare a causa di un infortunio.
I problemi fisici nacquero nel periodo di allenamento invernale svolto in Sudafrica dal 2 al 23 gennaio 2009.
A causa di una forte lombalgia dovette rinunciare prima ai campionati nazionali indoor e successivamente anche ai campionati europei indoor di Torino.
La situazione non essendo gravissima lasciava comunque la possibilità di partecipare ai Campionati mondiali di Berlino che si sarebbero svolti nell'agosto dello stesso anno.
Decise di seguire varie cure inizialmente a base di punture di cortisone ma, vista la loro inefficacia, prese la decisione di sottoporsi a radioterapia in un ospedale in Germania, rinunciando all'intera stagione agonistica in modo da favorire il proprio recupero.
Una risonanza magnetica rilevò che due sue vertebre non avevano più fluido e proprio per questo motivo, nel movimento di rotazione, avvertiva un dolore lancinante. Il problema, pur non essendo un'ernia, è stato comunque molto fastidioso e non permise a Smith di poter svolgere liberamente la sua attività di atleta.
In un'intervista concessa il 2 febbraio 2010 dichiarò che, per precauzione, avrebbe rinunciato alla stagione indoor 2010 per concentrarsi sulla stagione all'aperto, soprattutto nel lancio del disco poiché provoca una minore pressione sulla parte bassa della colonna vertebrale.
Il suo rientro alle competizioni, che era inizialmente previsto per il 30 maggio agli FBK Games, venne però ulteriormente rimandato, escludendogli la possibile qualificazione ai campionati europei di Barcellona 2010.
Il 14 settembre dello stesso anno il padre di Rutger muore per un cancro diagnosticatogli due anni prima.

### Il ritorno alle competizioni (2011)

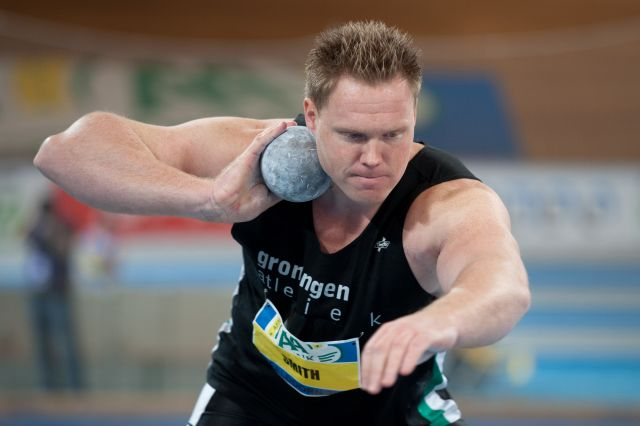
Rutger Smith durante i campionati nazionali olandesi indoor del 2011, la gara del rientro dopo il lungo infortunio.

Dopo più di due anni di assenza dalle competizioni fece il suo ritorno in pedana il 13 febbraio 2011 in occasione dei campionati nazionali olandesi indoor.
In questo evento riuscì a conquistare il suo decimo titolo nazionale al coperto grazie ad un lancio a 19,84 metri ottenuto nella prima serie di lanci.
Grazie a questa prestazione si garantì la presenza ai Campionati europei indoor di Parigi avendo superato di 24 cm il minimo di partecipazione che era fissato alla misura di 19,60 m.
A causa di un lieve infortunio al muscolo grande pettorale fu costretto a rinunciare alla manifestazione ed anche alla Coppa Europa invernale di lanci.
Dall'8 aprile iniziò una sessione di allenamento di un mese negli Stati Uniti d'America.
Il 28 aprile, a Chula Vista, tornò alle competizioni anche nel lancio del disco raggiungendo la misura di 65,60 m superando così il minimo di partecipazione per i Campionati del mondo di Daegu 2011 che era fissato a 63 metri.

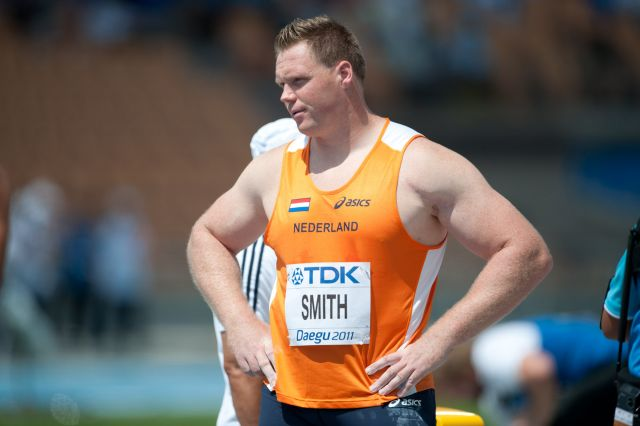
Smith durante le qualificazioni del lancio del disco ai mondiali di Daegu.

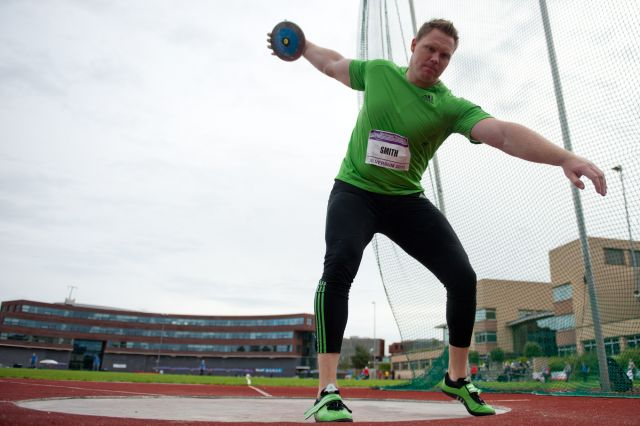
Agli Arena Games 2011 ad Hilversum.

Sul finire del mese di maggio partecipò agli FBK-Games di Hengelo.
Nella prima giornata terminò la gara di getto del peso in ultima posizione a causa dei suoi tre lanci nulli su tre complessivi.
Il giorno successivo, nel lancio del disco, raggiunse l'ottava posizione con un lancio a 61,57 metri.
Terminata la gara e constatata la sua non perfetta condizione fisica decise di prendersi un'ulteriore pausa dalle competizioni per tutto il mese di giugno e buona parte di luglio per prepararsi con più tranquillità ai mondiali.
Il 31 luglio, al suo rientro, partecipò ai campionati nazionali nella sola gara di lancio del disco rinunciando così al getto del peso anche se era nettamente favorito per la vittoria.
Sceso in pedana ha regolato tutti, compreso Erik Cadée, rimanendo in testa sin dal primo lancio e incrementando la sua prestazione fino alla misura di 63,52 metri.
Il 29 agosto prese parte ai campionati del mondo di Taegu decidendo di gareggiare nella sola gara di lancio del disco.
Dopo i suoi primi due tentativi atterrati nei pressi della fettuccia dei 60 metri, al terzo ed ultimo turno raggiunse la misura di 62,12 m che però, per pochi centimetri, non bastarono per la qualificazione alla finale.
Il dodicesimo ed ultimo atleta ripescato è stato il britannico Brett Morse che lanciò il suo disco fino a 62,38 m.
Il titolo mondiale venne conquistato dal tedesco Robert Harting che con un lancio molto vicino ai 69 metri regolò l'estone Gerd Kanter e l'iraniano Ehsan Hadadi.
Dopo poco più di una settimana dalla delusione del mondiale di Daegu, il 6 settembre partecipò al Meeting di Weert dove, al secondo tentativo, riuscì a lanciare il suo disco fino alla misura di 67,77 metri.
Questo lancio gli diede la possibilità di scalare la classifica mondiale dell'anno fino al settimo posto avvicinando ulteriormente il record nazionale di Erik de Bruin, fissato a 68,12 m.
Pochi giorni dopo prese parte agli Arena Games a Hilversum dove concluse secondo con un lancio a 63,02.
Visto il suo stato di forma decise di organizzare lui stesso, in collaborazione con la sua società Groningen Altetiek, una gara di lancio del disco per tentare ancora una volta di superare il record nazionale.
Grazie all'uso di una rete sociale come Facebook vari atleti decisero di aderire all'iniziativa e in pochissimi giorni venne allestita una gara a Groninga.
Sceso in pedana, il 12 settembre alle ore 19:30, riuscì a lanciare fino alla misura di 67,15 m, misura di grande valore ma ancora insufficiente per l'abbattimento del record.
Tre giorni dopo prese parte agli Ergo World Games a Tallinn come rappresentante della nazionale olandese insieme ad Erik Cadée. A causa del forte maltempo decise però di ritirarsi dalla gara dopo aver effettuato solo due lanci nulli concludendo quindi in ultima posizione senza alcuna misura.
La competizione verrà poi vinta dalla nazionale tedesca.
Ormai terminata la stagione agonistica, il 2 dicembre iniziò un periodo di due settimane di allenamento a Los Realejos, nei pressi di Tenerife, insieme ai connazionali Erik Cadée e Monique Jansen.

### Verso le Olimpiadi di Londra (2012)
Il 12 febbraio 2012 iniziò la sua stagione al coperto all'International Hallen Meeting di Karlsruhe dove, al quarto tentativo della gara, riuscì a raggiungere la misura di 20,45 metri, prestazione che gli valse il minimo di partecipazione per i campionati del mondo indoor di Istanbul e per i campionati europei all'aperto di Helsinki.
La competizione venne poi vinta dal polacco Tomasz Majewski davanti al giovane tedesco David Storl e all'americano Christian Cantwell.
Il 25 febbraio conquistò l'ennesimo titolo nazionale indoor nel getto del peso battendo i connazionali Erik van Vreumingen e Patrick Cronie con un lancio a 20,56 metri che, oltre ad essere la sua miglior prestazione stagionale, gli valse il minimo di partecipazione per le Olimpiadi di Londra 2012.
Il 9 marzo, ai Mondiali indoor di Istanbul superò il turno di qualificazione con la sesta misura a 20,21 m.
Giunto in finale raggiunse la settima posizione grazie al suo terzo e unico tentativo valido a 20,30 m.
Il titolo mondiale andrà allo statunitense Ryan Whiting con un lancio a 22,00 metri.
La settimana successiva, il 17 marzo, prese parte alla Coppa Europa invernale di lanci a Bar dove, nella prima giornata di gare, concluse terzo nel disco con un lancio a 63,30 m centrando così anche il minimo per la partecipazione alle Olimpiadi di Londra.
La competizione verrà poi vinta dal connazionale Erik Cadée con la misura di 64,09 metri.
Il giorno dopo decise di non partecipare alla gara di getto del peso anche se tra i favoriti alla vittoria.
Nel mese di aprile iniziò una lunga sessione di allenamento negli Stati Uniti d'America, come già aveva fatto l'anno precedente.
Il 19 aprile partecipò al OTC-Pre-Olympic Series a La Jolla nella gara di lancio del disco dove concluse secondo con la misura di 66,33 m, risultato seguito, la settimana successiva, dal terzo posto nella seconda data del circuito con un lancio a 65,06 m.
Passano solo due giorni e, il 28 aprile, partecipò all'UC San Diego Triton Invitational dove, dopo aver siglato una serie di lanci tutta oltre i 65 metri, riuscì a raggiungere la misura di 66,97 m, la miglior prestazione mondiale dell'anno.
Il 3 maggio, a tre giorni dal termine della sessione di allenamenti negli Stati Uniti e del conseguente rientro nei Paesi Bassi, partecipò alla terza data dell'OTC-Pre-Olympic Series dove concluse secondo lanciando a 65,54 metri.

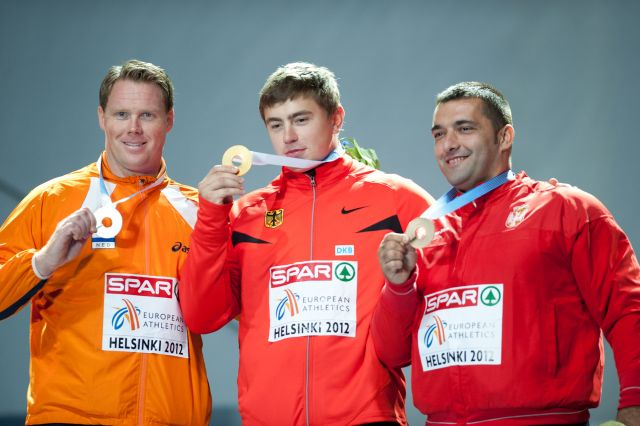
Il podio del getto del peso ai Campionati europei di Helsinki 2012 (Rutger Smith, David Storl, Asmir Kolašinac).

Tornato sul suolo europeo, tra il 26 e il 27 maggio partecipò agli FBK-games. Nella prima giornata di gare si cimentò nella disciplina del getto del peso dove concluse terzo con un lancio a 20,30 metri, il giorno successivo gareggiò nel lancio del disco dove però non riuscì ad andare oltre la quinta posizione.
Il 9 giugno partecipò alla tappa di New York della Diamond League concludendo quarto con la misura di 64,35 m.
Dopo aver rinunciato ai campionanti nazionali di Amsterdam, a causa di un leggero infortunio al muscolo adduttore della coscia, prese parte ai campionati europei di Helsinki sia nella gara di getto del peso che di lancio del disco.
Nella prima giornata di gare scese in pedana nelle qualificazioni del getto del peso superando il turno con un primo lancio a 20,55 metri, miglior misura e suo primato stagionale.
Il 29 giugno alle ore 9 gareggiò nel primo gruppo di qualificazione del disco dove riuscì a piazzare subito un lancio di 63,75 metri.
Vista la buona misura decise di non effettuare gli altri due tentativi a sua disposizione e di abbandonare la pedana in vista dell'imminente finale di getto del peso che si sarebbe tenuta in serata.
Giunto in finale riuscì a conquistare la medaglia d'argento eguagliando la misura ottenuta nel turno di qualificazione a 20,55 m.
La vittoria andrà al pesista tedesco David Storl con un lancio a 21,58 m.
Il giorno successivo partecipò alla finale di lancio del disco dove concluse quarto con la misura 64,02 metri.
Tra il 13 e il 14 luglio prese parte alla tappa della Diamond League al Meeting Aviva di Londra.
Nella gara di lancio del disco concluse sesto con un lancio a 61,93 metri mentre il giorno successivo, nella gara di getto del peso, concluse quarto con la misura di 20,42, a soli 4 centimetri dal canadese Dylan Armstrong.
Il 3 agosto, alle ore 10:30, prese parte alle qualificazioni del getto del peso alle Olimpiadi di Londra dove però non riuscì ad andare oltre alla quattordicesima posizione con un lancio a 20,08 metri.
Passarono solo tre giorni e, la mattina del 6 agosto, prese parte alle qualificazioni del lancio del disco. Anche in questo caso la sua migliore prestazione a 63,09 m non bastò per accedere alla finale che si sarebbe tenuta la sera successiva.
Concluse quindi in sedicesima posizione ripetendo così gli stessi piazzamenti, anche se con misure nettamente superiori, ottenuti alle Olimpiadi di Atene 2004.
Sul finire di ottobre decise di affidarsi alla guida tecnica di Tony Ciarelli per una lunga sessione di allenamenti negli Stati Uniti d'America, a Los Angeles, che sarebbe durata fino a maggio 2013.
Nei mesi estivi di giugno, luglio ed agosto sarebbe invece rientrato nei Paesi Bassi per una seconda sessione di allenamenti sotto la guida tecnica di Gerd Damkat.

### Le medaglie postume e l'infortunio (2013-2014)
Sul finire del gennaio 2013 l'Associazione europea di atletica leggera diede la notizia che Zoltán Kővágó era stato ufficialmente squalificato due anni dalle competizioni per essersi rifiutato di sottoporsi ad un test antidoping.
La Federazione Ungherese di atletica leggera si era già espressa il 26 luglio 2012 in tal senso, estromettendo Kővágó dalla rassegna olimpica e sospendendo l'atleta per due anni.
All'atleta ungherese venne tolta la medaglia di bronzo vinta agli europei di Helsinki e venne consegnata a Smith che in quell'occasione si classificò quarto.
L'8 marzo 2013 venne data notizia della positività del pesista bielorusso Andrėj Michnevič a dei controlli antidoping postumi effettuati su campioni di urine prelevati 8 anni prima, ai mondiali di Helsinki 2005.
Trattandosi della seconda squalifica per doping di Michnevič, il 13 giugno 2013 l'organo disciplinare della IAAF decise di squalificare a vita l'atleta annullando tutti i risultati successivi all'agosto 2005.
In seguito a questa decisione, Smith ricevette ben due medaglie di bronzo: una per la gara di getto del peso agli europei di Göteborg 2006 e l'altra ai mondiali di Osaka 2007 sempre nel getto del peso.

Intervistato dichiarò: 
(Rutger Smith)
Il 20 aprile, dopo aver rinunciato a tutta a stagione invernale, tornò alle gare partecipando al Soka University Peace Invitational ad Aliso Viejo vincendo la competizione di lancio del disco con la misura 61,72 metri.
Cinque giorni dopo decise di partecipare all'UC San Diego Triton Invitational dove concluse terzo lanciando a 62,77 m.
Nei giorni successivi, sempre a San Diego, continuò a gareggiare sempre nel lancio del disco migliorandosi fino alla misura di 64,80 m superando così il minimo B per la partecipazione ai Campionati del mondo di Mosca.
Il 5 maggio prese parte all'Oxy invitational a Claremont, questa volta nel getto del peso, ma concluse la gara senza misura con tre lanci nulli.
La settimana successiva vinse prima la gara di lancio del disco all'Azusa Pacific Last Chance Qualifier con 65,91 metri, migliorando così il suo primato stagionale e raggiungendo la vetta della classifica europea di specialità, e poi l'Oxy-Lu Last Chance Qualifier con la misura di 63,08.
Il 18 maggio, visto il buon livello di forma, decise di prendere parte alla tappa della Diamond League a Shanghai dove però, durante il suo ultimo lancio di gara, si infortunò gravemente al tendine d'achille.
Questo infortunio costò all'atleta olandese tutta la stagione 2013, compromettendo anche le successive.
Rientrato nei Paesi Bassi, a 11 ore dall'incidente, venne portato all'Erasmus Medisch Centrum di Rotterdam dove si sottopose immediatamente ad un intervento chirurgico.
L'operazione venne effettuata con successo dal Dr. M.P. Heijboer, che già nel 2001 aveva operato Smith per curare una lesione al muscolo grande pettorale sinistro.
Nell'agosto 2013, in seguito all'interruzione forzata dell'attività agonistica e alla sua decisione di allenarsi costantemente negli Stati Uniti, il Comitato Olimpico dei Paesi Bassi decise di non versare più le proprie sovvenzioni all'atleta olandese lasciandolo quindi senza più un sostegno finanziario.
In seguito a questa decisione si trasferì nuovamente negli Stati Uniti per proseguire la riabilitazione dall'infortunio.
Nel mese di aprile 2014 annunciò il suo rientro alle competizioni nella stagione 2015, ma solo nel lancio del disco.

### Il declino ed il ritiro (2015-2018)

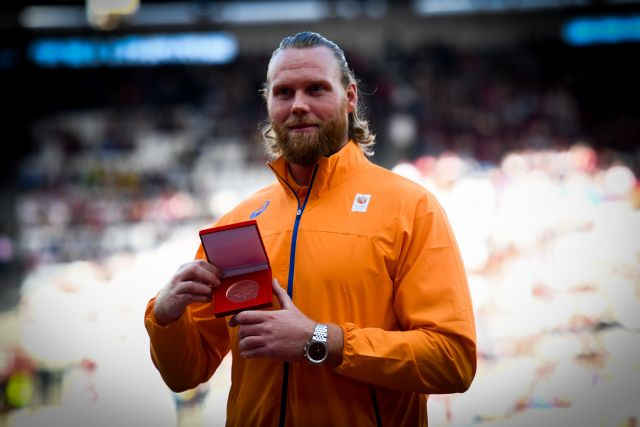
Cerimonia di consegna della medaglia di bronzo di Osaka 2007 avvenuta durante la seconda giornata dei mondiali di Londra 2017.

Dopo una lunga riabilitazione dall'infortunio, nella stagione 2015 torna alle competizioni.
Nel mese di marzo, al rientro, riesce a lanciare il suo disco fino alla misura di 63,75 metri.
Dopo la gara di apertura è riuscito a stabilizzare i suoi risultati oltre i 60 metri senza però riuscire a migliorarsi.
Il 7 giugno 2015 a Claremont, stabilisce il suo nuovo primato stagionale con la misura di 63,90 metri.
Tornato in Olanda per partecipare ai campionati nazionali, il 2 agosto vince il suo ottavo titolo nel lancio del disco grazie a un lancio a 60,67 metri.
Dopo il lungo periodo di allenamento negli Stati Uniti, apre la stagione agonistica anno 2016 effettuando varie competizioni negli "States" con risultati oltre i 62 metri.
Il 12 giugno, a Claremont, riesce a lanciare fino alla misura di 63,37 metri, confermando il suo buono stato di forma in vista dei Campionati Europei di Amsterdam.
Nel mese di luglio, rientrato in Olanda, partecipa ai Campionati Europei nella sola gara di lancio del disco e, il 7 luglio, durante le qualificazioni per la finale, al terzo ed ultimo tentativo riesce a migliorarsi fino a 63,85 metri, nuovo primato stagionale ed undicesimo risultato utile per il passaggio alla finale dell'evento.
Il giorno successivo, in finale, concluderà la sua gara in undicesima posizione con un miglior lancio a 59,99 metri.
Durante la stagione 2017 non prenderà parte ad alcuna competizione in attesa di un piccolo intervento chirurgico per andare a risolvere una microfrattura al gomito del braccio destro che non gli permette la completa distensione dell'arto lanciante.
Il 5 agosto 2017, durante la seconda giornata dei mondiali di Londra 2017, si è svolta la cerimonia di consegna della medaglia di bronzo conquistata ai mondiali di Osaka 2007.
Sul finire della stagione 2018 decide di ritirarsi dalla carriera sportiva per concentrarsi sull'attività di allenatore.

## Carriera da allenatore
Sul finire della stagione 2016, raggiunti i 35 anni di età e non potendo più reggere fisicamente i ritmi di allenamento che aveva tenuto fino a quel momento, decide di affiancare all'attività di atleta anche quella di allenatore di atletica leggera.
Nel mese di settembre viene ingaggiato dal Team Arete Throws Nation, società con sede nel Sud California, come capo-allenatore.
Dopo due anni di collaborazione con il team americano, ormai terminata l'attività sportiva come atleta, nell'ottobre 2018 viene ingaggiato dalla Federazione di atletica leggera fiamminga (VAL) come tecnico della nazionale per il settore lanci.
Per poter svolgere nella maniera più adeguata il suo compito di supervisore alla preparazione degli atleti fiamminghi più promettenti decise di trasferirsi in Belgio, a Gand.
Visti i buoni risultati ottenuti, nell'ottobre 2019 la Federazione di atletica leggera fiamminga (VAL) decise di assumerlo nel ruolo di coordinatore sportivo, sostituendo Max De Vylder esonerato il 28 giugno 2019.

## Record nazionali
Rutger Smith ha stabilito diversi record nazionali olandesi.
Master M35
- Lancio del disco 59,99 m ( Amsterdam, 9 luglio 2016)[268]

Seniores
- Getto del peso 21,62 m ( Leida, 10 giugno 2006)[268][269]
- Getto del peso indoor 20,89 m ( Gand, 16 febbraio 2008)[270][271]

Under 23
- Getto del peso 20,52 m ( Gioia Tauro, 1º marzo 2003)[268]

Juniores
- Getto del peso (7 260 kg) 19,48 m ( Santiago del Cile, 19 ottobre 2000)[272]
- Getto del peso (6 kg) 20,85 m ( Hengelo, 24 giugno 2000)[268][272]
- Getto del peso (6 kg) indoor 19,43 m ( Zuidbroek, 23 gennaio 2000)[273][274] ex-[275]
- Lancio del disco (2 kg) 58,74 m ( Amsterdam, 16 luglio 2000)[268][272]
- Lancio del disco (1 750 kg) 63,44 m ( Hesel, 25 settembre 1999)[268][276]

## Progressione

### Getto del peso outdoor
| Stagione | Misura  | Luogo       | Data       | Rank. Mond. |
| -------- | ------- | ----------- | ---------- | ----------- |
| 2012     | 20,55 m | Helsinki    | 27-6-2012  | 24º         |
| 2008     | 20,80 m | Amsterdam   | 6-7-2008   | 17º         |
| 2007     | 21,19 m | Londra      | 3-8-2007   | 5º          |
| 2006     | 21,62 m | Leida       | 10-6-2006  | 4º          |
| 2005     | 21,41 m | Stadskanaal | 3-7-2005   | 4º          |
| 2004     | 20,94 m | Leida       | 12-6-2004  | 13º         |
| 2003     | 20,52 m | Gioia Tauro | 1-3-2003   | 21º         |
| 2002     | 20,39 m | Hengelo     | 2-6-2002   | 26º         |
| 2001     | 18,21 m | Pechino     | 29-8-2001  | 169º        |
| 2000     | 19,48 m | Santiago    | 19-10-2000 | 65º         |
| 1999     | 18,27 m | Riga        | 6-8-1999   | 155º        |

### Getto del peso indoor
| Stagione | Misura  | Luogo     | Data      | Rank. Mond. |
| -------- | ------- | --------- | --------- | ----------- |
| 2011/12  | 20,56 m | Apeldoorn | 25-2-2012 | 14º         |
| 2010/11  | 19,95 m | Gand      | 20-2-2011 | 26º         |
| 2007/08  | 20,89 m | Gand      | 16-2-2008 | 7º          |
| 2006/07  | 19,96 m | Gand      | 17-2-2007 | 24º         |
| 2005/06  | 19,89 m | Gand      | 18-2-2006 | 26º         |
| 2004/05  | 20,79 m | Madrid    | 5-3-2005  | 7º          |
| 2003/04  | 20,75 m | Gand      | 21-2-2004 | 10º         |
| 2002/03  | 19,65 m | Gand      | 15-2-2003 | 29º         |
| 2001/02  | 19,60 m | Vienna    | 1-3-2002  | 36º         |
| 2000/01  | 18,92 m | Erfurt    | 2-2-2001  | 61º         |
| 1999/00  | 18,74 m | Gand      | 12-2-2000 | 60º         |

### Lancio del disco
| Stagione | Misura  | Luogo       | Data      | Rank. Mond. |
| -------- | ------- | ----------- | --------- | ----------- |
| 2016     | 63,85 m | Amsterdam   | 7-7-2016  | 49º         |
| 2015     | 63,90 m | Claremont   | 7-6-2015  | 35º         |
| 2013     | 65,91 m | Azusa       | 11-5-2013 | 14º         |
| 2012     | 66,97 m | La Jolla    | 28-4-2012 | 15º         |
| 2011     | 67,77 m | Weert       | 6-9-2011  | 8º          |
| 2008     | 66,85 m | Hoorn       | 11-5-2008 | 11º         |
| 2007     | 67,63 m | Helsingborg | 15-9-2007 | 8º          |
| 2006     | 64,60 m | Arnhem      | 31-5-2006 | 19º         |
| 2005     | 65,51 m | Amsterdam   | 10-7-2005 | 15º         |
| 2004     | 63,79 m | Leida       | 12-6-2004 | 39º         |
| 2003     | 62,70 m | Arnhem      | 25-6-2003 | 39º         |
| 2002     | 64,69 m | Siviglia    | 23-6-2002 | 22º         |
| 2001     | 59,96 m | Nizza       | 17-3-2001 | 90º         |
| 2000     | 58,74 m | Amsterdam   | 16-7-2000 | 133º        |
| 1999     | 53,81 m | Krommenie   | 20-6-1999 | 312º        |

## Palmarès
| Anno            | Manifestazione  | Sede             | Evento           | Risultato | Prestazione | Note                                     |
| --------------- | --------------- | ---------------- | ---------------- | --------- | ----------- | ---------------------------------------- |
| 1999            | Europei U20     | Riga             | Getto del peso   | Oro       | 18,27 m     | Miglior prestazione personale            |
| 1999            | Europei U20     | Riga             | Lancio del disco | Oro       | 52,89 m     |                                          |
| 2000            | Mondiali U20    | Santiago         | Getto del peso   | Oro       | 19,48 m     | Record dei campionati                    |
| 2000            | Mondiali U20    | Santiago         | Lancio del disco | Bronzo    | 58,70 m     |                                          |
| 2001            | Universiadi     | Pechino          | Getto del peso   | 12º       | 18,12 m     |                                          |
| 2001            | Universiadi     | Pechino          | Lancio del disco | 11º       | 55,70 m     |                                          |
| 2002            | Europei         | Monaco           | Getto del peso   | 8º        | 19,73 m     |                                          |
| 2003            | Europei U23     | Bydgoszcz        | Getto del peso   | Bronzo    | 20,18 m     |                                          |
| 2003            | Europei U23     | Bydgoszcz        | Lancio del disco | Oro       | 59,90 m     |                                          |
| 2005            | Europei indoor  | Madrid           | Getto del peso   | Argento   | 20,79 m     | Record nazionale                         |
| 2005            | Mondiali        | Helsinki         | Getto del peso   | Argento   | 21,29 m     |                                          |
| 2006            | Europei         | Göteborg         | Getto del peso   | Bronzo    | 20,90 m     | [ 277 ]                                  |
| 2006            | Europei         | Göteborg         | Lancio del disco | 7º        | 64,46 m     |                                          |
| 2007            | Mondiali        | Osaka            | Getto del peso   | Bronzo    | 21,13 m     | [ 277 ]                                  |
| 2007            | Mondiali        | Osaka            | Lancio del disco | Bronzo    | 66,42 m     | Miglior prestazione personale            |
| 2008            | Mondiali indoor | Valencia         | Getto del peso   | 4º        | 20,78 m     | [ 278 ]                                  |
| Giochi olimpici | Pechino         | Getto del peso   | 7º               | 20,41 m   | [ 279 ]     |                                          |
| Giochi olimpici | Pechino         | Lancio del disco | 7º               | 65,39 m   |             |                                          |
| 2012            | Mondiali indoor | Istanbul         | Getto del peso   | 7º        | 20,30 m     |                                          |
| 2012            | Europei         | Helsinki         | Getto del peso   | Argento   | 20,55 m     | Miglior prestazione personale stagionale |
| 2012            | Europei         | Helsinki         | Lancio del disco | Bronzo    | 64,02 m     | [ 280 ]                                  |
| 2016            | Europei         | Amsterdam        | Lancio del disco | 11º       | 59,99 m     |                                          |

## Campionati nazionali
- 8 volte campione nazionale nel getto del peso (2000, 2002/2008)
- 9 volte nel lancio del disco (2002/2008, 2011, 2015)
- 11 volte nel getto del peso indoor (2000/2008, 2011/2012)

2000

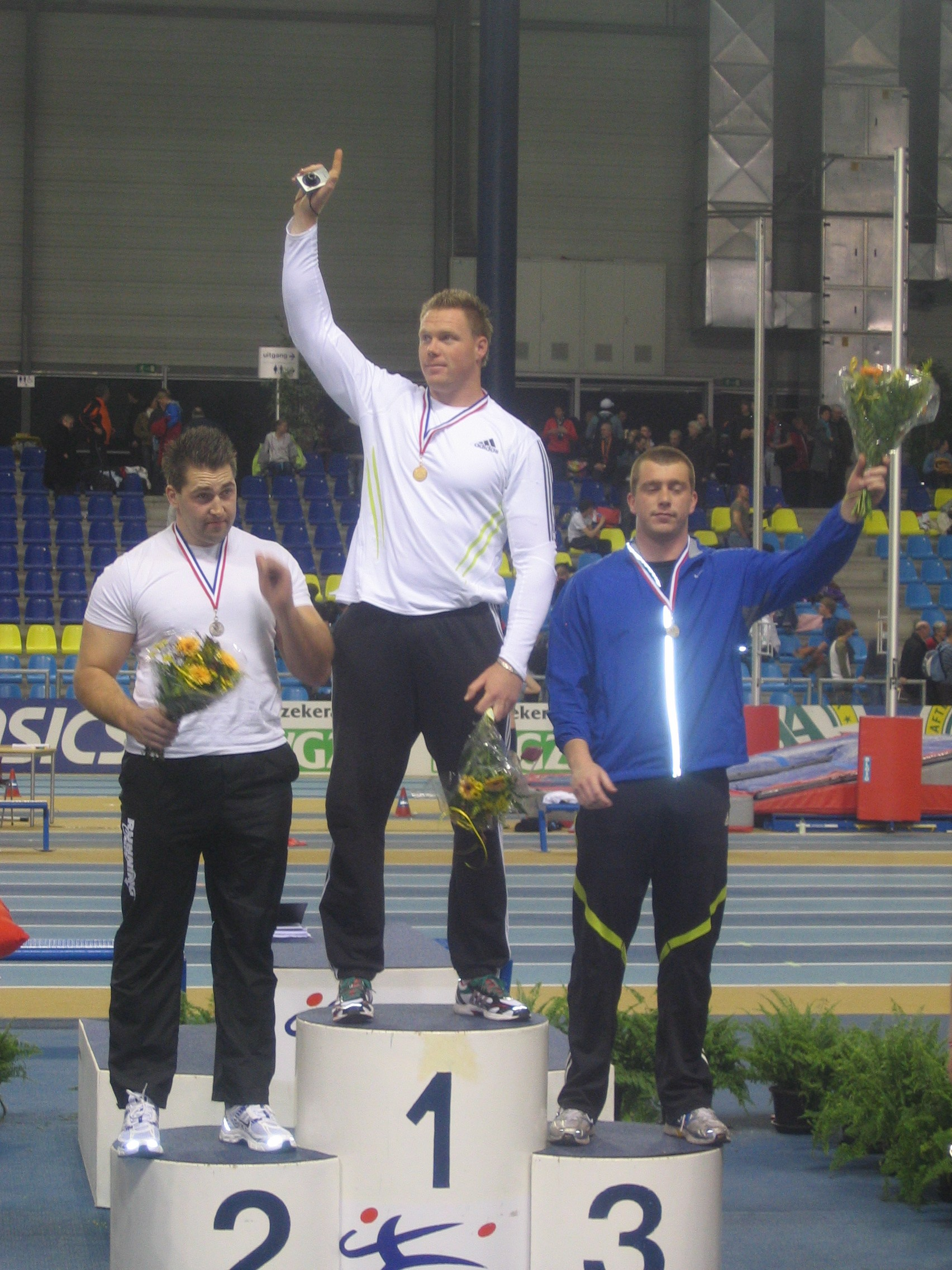
Rutger Smith vincitore ai campionati nazionali indoor 2008 con il nuovo record nazionale a 20,89.

- Oro ai Campionati nazionali olandesi indoor, getto del peso - 18,74 m
- Oro ai Campionati nazionali olandesi, getto del peso - 18,46 m
- Bronzo ai Campionati nazionali olandesi, lancio del disco - 58,74 m

2001
- Oro ai Campionati nazionali olandesi indoor, getto del peso - 18,61 m
- Bronzo ai Campionati nazionali olandesi, lancio del disco - 53,29 m

2002
- Oro ai Campionati nazionali olandesi indoor, getto del peso - 19,40 m
- Oro ai Campionati nazionali olandesi, getto del peso - 20,07 m
- Oro ai Campionati nazionali olandesi, lancio del disco - 62,77 m

2003
- Oro ai Campionati nazionali olandesi indoor, getto del peso - 19,65 m
- Oro ai Campionati nazionali olandesi, getto del peso - 20,47 m
- Oro ai Campionati nazionali olandesi, lancio del disco - 60,76 m

2004
- Oro ai Campionati nazionali olandesi indoor, getto del peso - 20,75 m
- Oro ai Campionati nazionali olandesi, getto del peso - 20,50 m
- Oro ai Campionati nazionali olandesi, lancio del disco - 63,70 m

2005
- Oro ai Campionati nazionali olandesi indoor, getto del peso - 20,23 m
- Oro ai Campionati nazionali olandesi, getto del peso - 20,59 m
- Oro ai Campionati nazionali olandesi, lancio del disco - 65,51 m

2006
- Oro ai Campionati nazionali olandesi indoor, getto del peso - 19,89 m
- Oro ai Campionati nazionali olandesi, getto del peso - 21,02 m
- Oro ai Campionati nazionali olandesi, lancio del disco - 62,35 m

2007
- Oro ai Campionati nazionali olandesi indoor, getto del peso - 19,96 m
- Oro ai Campionati nazionali olandesi, getto del peso - 20,38 m
- Oro ai Campionati nazionali olandesi, lancio del disco - 63,63 m

2008
- Oro ai Campionati nazionali olandesi indoor, getto del peso - 20,89 m
- Oro ai Campionati nazionali olandesi, getto del peso - 20,80 m
- Oro ai Campionati nazionali olandesi, lancio del disco - 63,39 m

2011
- Oro ai Campionati nazionali olandesi indoor, getto del peso - 19,84 m
- Oro ai Campionati nazionali olandesi, lancio del disco - 63,53 m

2012
- Oro ai Campionati nazionali olandesi indoor, getto del peso - 20,56 m

2015
- Oro ai Campionati nazionali olandesi, lancio del disco - 60,67 m

## Altre competizioni internazionali
Smith ha vinto quattro edizioni della Coppa Europa invernale di lanci nel getto del peso (2003, 2004, 2005, 2008) e sette edizioni della Coppa Europa: tre nel getto del peso (2003, 2007, 2008) e quattro nel lancio del disco (2002, 2006, 2007, 2008).
2000
- Oro al Ter Specke Bokaal ( Lisse), getto del peso - 17,19 m
- Argento al Ter Specke Bokaal ( Lisse), lancio del disco - 53,19 m
- 4º in Coppa Europa (First League) ( Bydgoszcz), getto del peso - 18,89 m
- Oro al Gouden Spike ( Leida), getto del peso - 18,87 m[294]
- Argento al Gouden Spike ( Leida), lancio del disco - 58,24 m[295]
- Oro all'Arena Games ( Hilversum), getto del peso - 19,31 m[296]
- Argento all'Arena Games ( Hilversum), lancio del disco - 56,21 m[296]

2001
- 5º al Meeting indoor di Stoccarda ( Stoccarda), getto del peso - 18,70 m
- 4º al Meeting indoor di Erfurt ( Erfurt), getto del peso - 18,92 m [298]
- 11º in Coppa Europa invernale di lanci ( Nizza), getto del peso - 18,16 m[299]
- 5º in Coppa Europa invernale di lanci ( Nizza), lancio del disco - 59,96 m [299]
- Argento ai PapendalGames ( Arnhem), lancio del disco - 54,82 m[300]

2002
- Argento in Coppa Europa invernale di lanci ( Pola), getto del peso - 19,85 m[24]
- Bronzo in Coppa Europa invernale di lanci ( Pola), lancio del disco - 61,68 m[24]
- Argento al Wurfchallenge ( Evilard), getto del peso - 19,17 m
- Oro al Wurfchallenge ( Evilard), lancio del disco - 60,20 m
- Argento agli FBK-games ( Hengelo), getto del peso - 20,39 m [301]
- Oro al PapendalGames ( Arnhem), lancio del disco - 64,24 m[302]
- Oro al Gouden Spike ( Leida), getto del peso - 19,93 m
- Oro al Gouden Spike ( Leida), lancio del disco - 63,77 m
- Oro al Nelli Cooman Games ( Stadskanaal), getto del peso - 19,20 m
- Oro al Nelli Cooman Games ( Stadskanaal), lancio del disco - 60,68 m
- Bronzo in Coppa Europa (First League) ( Siviglia), getto del peso - 20,10 m[26]
- Oro in Coppa Europa (First League) ( Siviglia), lancio del disco - 64,69 m [26]

2003
- Oro in Coppa Europa invernale di lanci ( Gioia Tauro), getto del peso - 20,52 m [36]
- Argento al Ter Specke Bokaal ( Lisse), getto del peso - 19,80 m[303]
- 4º agli FBK-games ( Hengelo), getto del peso - 20,12 m[304]
- Oro al Gouden Spike ( Leida), getto del peso - 20,08 m[305]
- Bronzo al Gouden Spike ( Leida), lancio del disco - 59,35 m[305]
- Oro al PapendalGames ( Arnhem), lancio del disco - 62,70 m[306]
- Oro in Coppa Europa (Frist League) ( Velenje), getto del peso - 20,00 m[37]
- Argento in Coppa Europa (First League) ( Velenje), lancio del disco - 60,31 m[37]
- Argento al II International Meeting Thessaloníki ( Salonicco), getto del peso - 20,24 m[307]

2004
- Oro al Nelli Cooman Indoor Gala ( Zuidbroek), getto del peso - 19,44 m[308]
- Oro in Coppa Europa invernale di lanci ( Marsa), getto del peso - 20,23 m[51]
- Bronzo in Coppa Europa invernale di lanci ( Marsa), lancio del disco - 59,84 m[51]
- Bronzo agli FBK-games ( Hengelo), getto del peso - 20,39 m[309]
- Oro al Gouden Spike ( Leida), getto del peso - 20,94 m [56]
- Oro al Gouden Spike ( Leida), lancio del disco - 63,79 m [56]
- Argento in Coppa Europa ( Bydgoszcz), getto del peso - 20,56 m[310]
- Argento in Coppa Europa ( Bydgoszcz), lancio del disco - 63,68 m[311]
- Oro al Nelli Cooman Games ( Stadskanaal), getto del peso - 20,64 m[312]

2005
- Bronzo al Memorial Jose Maria Cagigal indoor ( Madrid), getto del peso - 20,00 m
- Oro in Coppa Europa invernale di lanci ( Mersin), getto del peso - 21,00 m  [65]
- Bronzo in Coppa Europa invernale di lanci ( Mersin), lancio del disco - 62,80 m[65]
- 7º agli FBK-Games ( Hengelo), lancio del disco - 62,81 m[313]
- Oro al Nelli Cooman Games ( Stadskanaal), getto del peso - 21,41 m [66]
- Bronzo al GE Money Grand Prix ( Helsinki), getto del peso - 20,74 m[314]

2006
- Oro al Bart Kappenburg-Gala ( Groninga), getto del peso - 19,52 m[315]
- Bronzo al Nordhausen kogelstootgala ( Nordhausen), getto del peso - 19,57 m
- 5º alla Reunión Internacional de Atletismo Ciudad de Valencia ( Valencia), getto del peso - 19,57 m
- Bronzo agli FBK-games ( Hengelo), getto del peso - 20,20 m[316]
- Oro al PapendalGames ( Arnhem), lancio del disco - 64,60 m[317]
- Oro al Gouden Spike ( Leida), getto del peso - 21,62 m [78]
- Oro al Gouden Spike ( Leida), lancio del disco - 63,60 m[78]
- Argento in Coppa Europa (First League) ( Salonicco), getto del peso - 20,60 m[318]
- Oro in Coppa Europa (First League) ( Salonicco), lancio del disco - 64,38 m[318]
- Argento al Nelli Cooman Games ( Stadskanaal), getto del peso - 20,64 m[319]
- 5º al GE Money Grand Prix ( Helsinki), getto del peso - 20,20 m
- Argento al Meeting ISTAF ( Berlino), getto del peso - 20,63 m
- 4º al Shanghai Golden Grand Prix ( Shanghai), getto del peso - 20,27 m
- Bronzo alla IAAF World Athletics Final ( Stoccarda), getto del peso - 20,74 m

2007
- Argento al 2 nazioni (-) ( Londra), getto del peso - 19,56 m[320]
- Oro al Ter Specke Bokaal ( Lisse), getto del peso - 20,41 m[321]
- Oro al Ter Specke Bokaal ( Lisse), lancio del disco - 66,08 m [321]
- Oro agli FBK-games ( Hengelo), getto del peso - 20,85 m[322]
- Oro al Gouden Spike ( Leida), getto del peso - 20,73 m[323]
- Oro al Gouden Spike ( Leida), lancio del disco - 64,21 m [323]
- Oro al PapendalGames ( Arnhem), lancio del disco - 63,58 m[324]
- Oro in Coppa Europa (First League) ( Vaasa), getto del peso - 20,44 m[325]
- Oro in Coppa Europa (First League) ( Vaasa), lancio del disco - 64,51 m[325]
- Oro al Meeting de Atletismo Madrid ( Madrid), getto del peso - 21,12 m
- Bronzo al Meeting de Atletismo Madrid ( Madrid), lancio del disco - 63,28 m
- Bronzo al Norwich Union Super Grand Prix ( Londra), getto del peso - 21,19 m
- Bronzo al Meeting di Helsingborg ( Helsingborg), lancio del disco - 67,63 m [326]
- 5º alla IAAF World Athletics Final ( Stoccarda), getto del peso - 20,01 m

2008
- Oro in Coppa Europa invernale di lanci ( Spalato), getto del peso - 20,77 m[131]
- Bronzo in Coppa Europa invernale di lanci ( Spalato), lancio del disco - 63,80 m[131]
- Oro al Ter Specke Bokaal ( Lisse), getto del peso - 20,48 m[327]
- Oro al Ter Specke Bokaal ( Lisse), lancio del disco - 64,38 m[327]
- Oro al Flynth recordwedstrijden ( Hoorn), getto del peso - 20,47 m[328]
- Oro al Flynth recordwedstrijden ( Hoorn), lancio del disco - 66,85 m [328][329]
- 4º agli FBK-games ( Hengelo), getto del peso - 19,98 m[330]
- 4º agli FBK-games ( Hengelo), lancio del disco - 64,09 m[330]
- 7º al Meeting ISTAF ( Berlino), lancio del disco - 64,20 m
- Argento al Gouden Spike ( Leida), getto del peso - 20,14 m[331]
- Oro al Gouden Spike ( Leida), lancio del disco - 64,28 m[331]
- Oro al PapendalGames ( Arnhem), lancio del disco - 64,30 m[332]
- Oro in Coppa Europa (First League) ( Leiria), getto del peso - 20,50 m[137]
- Oro in Coppa Europa (First League) ( Leiria), lancio del disco - 66,33 m[137]
- 5º all'Aviva London Grand Prix ( Londra), getto del peso - 20,37 m
- Bronzo al Super Grand Prix Herculis ( Monaco), getto del peso - 20,24 m
- Oro al Meeting di Breda ( Breda), lancio del disco - 62,84 m[333]

2011
- Argento al 2º OTC Thursday Invitational 2011 ( Chula Vista), lancio del disco - 65,60 m
- Bronzo al 3º OTC Thursday Invitational 2011 ( Chula Vista), lancio del disco - 65,23 m
- 8º agli FBK-Games ( Hengelo), lancio del disco - 61,57 m[163]
- Oro al Meeting di Weert ( Weert), lancio del disco - 67,77 m [334]
- Argento agli Arena Games ( Hilversum), lancio del disco - 63,02 m[175]

2012
- 4º all'International Hallen Meeting Karlsruhe ( Karlsruhe), getto del peso - 20,45 m
- Bronzo in Coppa Europa invernale di lanci ( Bar), lancio del disco - 63,30 m[187]
- Argento al OTC-Pre-Olympic Series ( La Jolla), lancio del disco - 66,33 m
- 4º al OTC-Pre-Olympic Series I ( La Jolla), lancio del disco - 65,06 m
- Oro al UC San Diego Triton Invitational ( La Jolla), lancio del disco - 66,97 m
- Argento al OTC-Pre-Olympic Series II ( San Diego), lancio del disco - 65,54 m
- Bronzo agli FBK-games ( Hengelo), getto del peso - 20,30 m[201]
- 5º agli FBK-games ( Hengelo), lancio del disco - 63,30 m[203]
- Bronzo all'Adidas Grand Prix ( New York), lancio del disco - 64,35 m
- 6º all'Aviva London Grand Prix ( Londra), lancio del disco - 61,93 m
- 4º all'Aviva London Grand Prix ( Londra), getto del peso - 20,42 m

2013
- Oro al Soka University Peace Invitational ( Aliso Viejo), lancio del disco - 61,72 m
- Bronzo al UC San Diego Triton Invitational (Thur Elite) ( La Jolla), lancio del disco - 62,77 m
- Argento al UC San Diego Triton Invitational ( La Jolla), lancio del disco - 63,56 m
- Argento al UC San Diego Triton Invitational ( La Jolla), lancio del disco - 64,80 m
- Oro all'Azusa Pacific Last Chance Qualifier ( Azusa), lancio del disco - 65,91 m
- Oro al Oxy-Lu Last Chance Qualifier ( Claremont), lancio del disco - 63,08 m
- 8º al Shanghai Golden Grand Prix ( Shanghai), lancio del disco - 60,12 m

## Posizione contro il doping

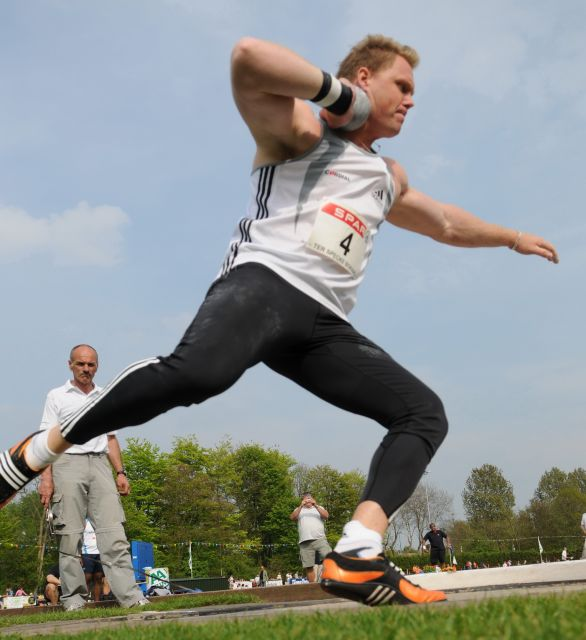
Smith al Ter Specke Bokaal del 2008.

Rutger Smith è stato per molti anni ambasciatore Dope sin dal dicembre del 2007.
Ai Campionati del mondo di Helsinki 2005, dove si è classificato secondo alle spalle dell'americano Adam Nelson e davanti al tedesco Ralf Bartels, conclusa la gara, ha parlato di "più puliti sul podio".
Nella stessa occasione ha aggiunto anche: 
(Rutger Smith)
Più volte ha espresso la convinzione che il doping rovini l'immagine e la credibilità dello sport aggiungendo che a suo parere gli atleti squalificati per l'uso di queste sostanze debbano essere immediatamente radiati.
Ha inoltre dichiarato di essere molto "infastidito" nel vedere in pedana atleti come il bielorusso Andrėj Michnevič, lo slovacco Mikuláš Konopka o il britannico Carl Myerscough che sono tornati a competere ad altissimo livello, con prestazioni nettamente superiori rispetto al periodo precedente alla squalifica.
Negli anni ha avuto modo di schierarsi apertamente contro l'intera politica anti-doping portata avanti da IAAF, CIO e WADA definendola "lassista" ed accusando i vertici di queste Organizzazioni di dare troppo spazio e possibilità agli atleti dopati a danno degli atleti "puliti".

### Le polemiche
IL 22 novembre 2016 appare sulla testata giornalistica RTV NOORD un articolo sulla prossima pubblicazione del libro di Gerard van den Berg "Goud, ja", opera che tratta delle biografie di tutti i migliori atleti nativi di Groninga.
Nelle prime anteprime sui contenuti del libro appaiono però delle indiscrezioni in merito ad alcune dichiarazioni di Rutger Smith dove viene sostenuto che l'atleta olandese, da sempre apertamente schierato contro il doping, abbia affermato la sua volontà di iniziare a fare uso di sostanze dopanti al termine della sua carriera sportiva.
Dall'articolo ne nasce una polemica che l'atleta olandese prova immediatamente a "spegnere" rilasciando un'intervista alla stessa RTV NOORD ribattendo alla errata interpretazione delle sue parole:
(Rutger Smith)

## Riconoscimenti
- Rutger Smith è stato premiato due volte con il premio di atleta olandese dell'anno KNAU a livello giovanile (Albert Spree-Beker) nelle edizioni del 1999 e del 2000.
- È stato insignito due volte del titolo di atleta olandese dell'anno (KNAU): nel 2007 e nel 2008.[348][349]
- L'11 novembre 2008 è stato insignito della medaglia del "Leekster Tak" dalla città di Leek.[350][351]

## Sponsor
Rutger Smith ha anche diversi sponsor:
- PendraCare[352]
- Adidas[352]
- Power Supplements[353]

### Riviste specializzate
In italiano
- Giorgio Cimbrico, Cinque giorni d'Europa, in Atletica, n. 4, luglio/agosto 2012,  pp. 32-37.
- Coppa Europa invernale di lanci, in Atletica, n. 2, marzo/aprile 2012,  p. 26.
- Francesco Liello, Pechino, l'incompiuta, in Atletica, n. 5, settembre/ottobre 2008,  pp. 54-57.
- Resto del Mondo, in Atletica, n. 3, maggio/giugno 2008,  p. 61.
- Cronache - Spalato 2008, in Atletica, n. 3, maggio/giugno 2008,  p. 39.
- Guido Alessandrini, Mondiali con vista sui Giochi, in Atletica, n. 2, marzo/aprile 2008,  pp. 4-11.
- Exploit di Kruger, in Atletica, n. 6, novembre/dicembre 2007,  p. 59.
- Campionati Mondiali di Atletica Osaka (JPN) 25 agosto-2 settembre, in Atletica, n. 5, settembre/ottobre 2007,  pp. 24-25.
- La rincorsa di Blanka, in Atletica, n. 5, settembre/ottobre 2007,  p. 93.
- Campionati europei indoor, in Atletica, n. 2, marzo/aprile 2007,  p. 6.
- Giorgio Cimbrico, Diario Europeo, in Atletica, n. 5, settembre/ottobre 2006,  pp. 6-23.
- Giorgio Cimbrico, Suomi senza luci. Nove giorni bagnati e amari, in Atletica, n. 5, settembre/dicembre 2005,  pp. 4-17.
- Risultati - Mondiali di Helsinki, in Atletica, n. 5, settembre/dicembre 2005,  pp. 41-45.

In inglese
- European Athletes of the Year 2005: Virgilijus Alekna and Yelena Isinbayeva, in Update, n. 54, aprile 2006,  p. 3.
- Waterford Crystal European Athlete of the Year Trophy 2005, in Update, n. 53, dicembre 2005,  pp. 2-4.
- European Medallists in Helsinki, in Update, n. 52, settembre 2005,  p. 3.
- Franco Fava, Holm sets the standard, in Update, n. 51, aprile 2005,  pp. 2-3.

In olandese
- De reus is geveld, in DVHN Sport, maggio 2013,  pp. 41-43.
- Rutger Smith gaat meer steun zoeken, in Atletiek Actueel, n. 15, 2004.
- P. Wijker, Olympisch goud op kogel én discus, in AA Drink Bulletin AAnwinst, n. 5, 2003.
- A. Red, Prijzen voor Vroemen en Koeman, in Atletiek Magazine, n. 1, 2001.